# Mpulungu
Mpulungu er en by i den nordlige del af Zambia med et indbyggertal (pr. 2000) på cirka 67.600. Byen ligger ved Tanganyikasøens bred og ved grænsen til nabolandet Tanzania.
1. ↑  www.citypopulation.de (fra Wikidata).